# ニューポール・ドラージュ セスキプラン

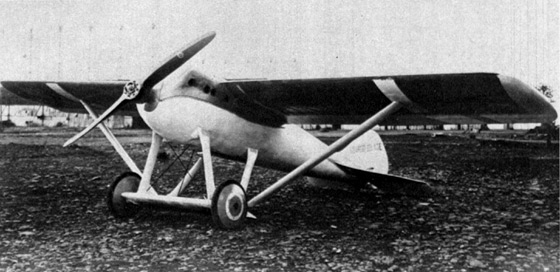
ニューポール・ドラージュ セスキプラン

ニューポール・ドラージュ セスキプラン（Nieuport-Delage Sesquiplan）は、フランスのニューポール・ドラージュ社により、1920年代に速度記録挑戦のために設計された航空機（レース機）。ジョゼフ・サジ＝ルコワントの操縦で速度の記録を樹立した。
1921年に製作された。木製モノコック構造の肩翼の単葉機で、エンジンはスーパーチャージャー付の300馬力のイスパノ・スイザ 8Fbで名称のセスキプラン（一葉半）は主脚の車軸の位置に小翼を持つことから名付けられた。
2機が製作され、サジ＝ルコワントの操縦で1921年9月26日に330.275km/hの最初の速度記録を樹立した後、1921年10月に開かれた、ドゥッシュ＝ド＝ラ＝ムルト杯に参加し、1機は墜落したが、1機が平均速度、278.36 km/hで優勝した。エンジンを400馬力のライト H.3に換装し、尾翼を改造した機体はサジ＝ルコワントの操縦で1922年9月21日に341.232 km/h、1923年2月15日に375.000 km/hに速度記録を更新した。